# Scooter Braun
Scott Samuel Braun (Nueva York; 18 de junio de 1981), conocido como Scooter Braun, es un empresario y ejecutivo discográfico estadounidense, y el CEO de HYBE-America, la subsidiaria norteamericana de la compañía surcoreana de entretenimiento Hybe Corporation. Es conocido por haber descubierto al cantante canadiense Justin Bieber en 2008, cuyo éxito llevó al establecimiento de su sello discográfico RBMG Records, una empresa conjunta con el cantante de R&B Usher. Braun también ha gestionado la carrera de artistas como Kanye West, Ariana Grande, Demi Lovato, J Balvin, Ozuna, Dan+Shay y The Kid Laroi, entre otros.
Además, es el fundador de Schoolboy Records, cofundador de TQ Ventures y Mythos Studios, y fundador de Ithaca Holdings, cuya adquisición de Big Machine Records en 2019 resultó en una disputa pública con Taylor Swift. Cinco años después, se retiró de la gestión de artistas.

## Primeros años
Braun nació en la ciudad de Nueva York, hijo de los judíos conservadores Ervin y Susan —apellido de soltera: Schlussel— Braun. Los padres de Ervin escaparon milagrosamente del Holocausto y vivieron en Hungría hasta 1956. Poco antes de que la Unión Soviética interviniera para sofocar la Revolución húngara, huyeron a los Estados Unidos. Ervin se crio en el barrio neoyorquino de Queens, y se hizo dentista; Susan Schlussel Braun era ortodoncista. Después de casarse, la pareja se estableció en Greenwich, Connecticut.
Braun tiene cuatro hermanos: Liza, Cornelio, Sam y Adam. Adam Braun es el fundador de Pencils of Promise, una organización caritativa centrada en la construcción de escuelas en países en vías de desarrollo.
Braun se crio en Cos Cob, Connecticut y asistió a la escuela Greenwich High School donde fue elegido presidente de la clase. Jugó al baloncesto desde los 13 a los 18 años en la Amateur Athletic Union con el equipo Connecticut Flame. Cuando Braun tenía 17 años, sus padres adoptaron a Sam Mahanga y Cornelio Giubunda, antiguos miembros de la selección nacional juvenil de Mozambique. Sin equipo en ese momento debido a un programa de baloncesto que había fracasado, Ervin Braun los reclutó para un torneo de estrellas. Mahanga y Giubunda se convirtieron en estrellas en el equipo de baloncesto de Greenwich High School a pesar de ser insultados por los aficionados, una situación que afectó enormemente a los Braun.  Mientras estudiaba en Greenwich High School, Braun participó en un concurso de video documental para el Día Nacional de la Historia, con un video de 10 minutos titulado «El conflicto de Hungría», que trataba sobre los judíos en Hungría antes, durante y después del Holocausto.  La película ganó en competiciones regionales y estatales logrando en general el tercer puesto.  Un miembro de la familia de Braun envió la película a la oficina de Steven Spielberg, quien, a su vez, presentó el video de Braun para el Museo Estadounidense Conmemorativo del Holocausto. Braun ha dicho que el reconocimiento por parte de Spielberg fue uno de los momentos más inspiradores en su vida.
Braun fue a la Universidad Emory en Atlanta donde también jugó al baloncesto universitario hasta su segundo año. Después de que el rapero y productor discográfico Dupri le pidiera que fuese director de marketing de su compañía, So So Def, aparentemente Braun abandonó la universidad sin haberse graduado.

## Carrera
Braun comenzó su carrera organizando fiestas mientras estudiaba en la Universidad Emory en Atlanta. En 2002, Braun fue contratado para planear un after party en cada una de las cinco ciudades del Anger Management Tour, de los raperos Ludacris y Eminem. Este acercamiento al mundo del hip-hop, llevó a Braun a conocer al productor Jermaine Dupri, director de So So Def Records. Braun tenía 19 años cuando Dupri le pidió que se uniera a So So Def en un puesto de marketing, y 20 cuando Dupri le nombró director ejecutivo de marketing de la compañía. Aún en su segundo año en la Universidad Emory, Braun ya estaba trabajando en So So Def y manejando su propio negocio de promoción de fiestas. Algunos de sus eventos más importantes incluyeron fiestas para el All-Star Game de la NBA de 2003 y las after-parties del Onyx Hotel Tour de Britney Spears. Braun dejó So So Def para emprender en solitario con un negocio de marketing, sello discográfico y representación de artistas. Comenzó su propio negocio de marketing al negociar un acuerdo de campaña publicitaria de $12 millones entre Ludacris y Pontiac; en el video musical de la canción «Two Miles an Hour» de Ludacris aparecería un Pontiac, mientras que los comerciales de Pontiac incluirían la canción.
Braun encontró por primera vez al cantante canadiense Justin Bieber cuando vio un video de Bieber a los 12 años de edad en YouTube, interpretando una canción de Ne-Yo. Braun se puso en contacto con la madre de Bieber, Pattie Mallette, quien accedió a traer a su hijo a Atlanta para un período de prueba sin compromiso. Finalmente, Braun los convenció para mudarse permanentemente de Canadá a los Estados Unidos. Después de su triunfo en Internet, Braun presentó a Bieber a dos artistas de éxito, Usher y Justin Timberlake; ambos expresaron interés. Con el tiempo, el mentor de Usher, el ejecutivo musical L.A. Reid, firmó un acuerdo con Bieber junto con Raymond-Braun Media Group y Island Def Jam.

### Cine y televisión
Braun produjo «Never Say Never», un documental sobre la estrella del pop Justin Bieber considerado por MTV en 2011 como «uno de los documentales de música con mayor recaudación en la historia de la taquilla estadounidense». El presupuesto de la película fue de $13 millones y ganó más de $100 millones en todo el mundo siendo el documental de mayor recaudación hasta la fecha. Braun también es productor ejecutivo de la serie de televisión Scorpion emitida por CBS, que fue su primera aproximación al mundo de la televisión, duró cuatro temporadas y superó los 26 millones de espectadores en su estreno en 2014. En 2018, la revista Variety informó que el estudio de televisión FX. FX encargó hacer un episodio piloto de una comedia sin titular producida por Braun que incluye al actor Kevin Hart y al rapero Lil Dicky.

### SB Projects
En 2007, Braun fundó SB Projects, una compañía que ofrece servicio completo de entretenimiento y marketing que abarca una amplia gama de empresas, entre las que se encuentran Schoolboy Records, SB Management y Sheba Publishing, una firma de composición de canciones.  El grupo también incluye a RBMG, la empresa conjunta de Braun y Usher. School Boy Records tenía un acuerdo de distribución de música con Universal Music Group. Desde principios de 2013 Braun representa a Ariana Grande y, en 2016, el sello discográfico de Grande, Republic Records confirmó que Braun era su representante principal en el manejo de todos los aspectos de su carrera. SB Ventures también gestiona campañas de televisión, branding, acuerdos de licencias de música y patrocinios de giras, incluido el patrocinio de Calvin Klein del Purpose World Tour de Justin Bieber en 2016-2017. La compañía también negoció una colaboración entre Kanye West y la marca de zapatillas Adidas.
Ithaca Ventures, la sociedad de cartera de Braun que incluye SB Projects, recaudó $120 millones en 2010 para capital emprendedor, incluidas inversiones en las empresas Uber, Spotify y Editorialist. La revista Fortune informó que Ithaca Ventures posee intereses en siete de las compañías de administración de música más grandes del país. Los medios de comunicación informaron que Ithaca, con un patrimonio de $500 millones en 2018, financiaría GoodStory Entertainment, una colaboración entre Braun y el productor ejecutivo J.D. Roth, para adquisiciones de películas documentales, de eventos en vivo y sin guion.

### Mythos Studios
En 2018, el New York Times informó que Braun se unió a David Maisel, presidente fundador de Marvel Studios, formando Mythos Studios para producir franquicias de películas de cómics en formato de acción real y animadas.

### Premios
Braun apareció en la portada de la revista Billboard en el número especial «Forty Under Forty» del 11 de agosto de 2012, titulado «Scooter Braun y otros peces gordos en alza».
Braun apareció en la lista de Time 100 en 2013. También apareció por segunda vez en la portada de Billboard en su número del 20 de abril de 2013, junto con los también representantes artísticos Guy Oseary y Troy Carter. En 2016, Scooter ganó el premio al «Mejor Mánager» en la tercera edición anual de los «Premios Internacionales de la Industria de la Música» presentado por Shazam en la 12a edición anual de MUSEXPO en Los Ángeles. En 2017, Braun apareció en la portada tanto del número Hitmakers de la revista Variety, como de Gratitude de la revista Success.
En 2018, Braun fue honrado con el premio humanitario Harry Chapin Memorial Humanitarian Award de los Music Biz 2018 por sus actividades humanitarias en 2017.

## Filantropía
Braun participa en varias organizaciones benéficas, incluida la fundación de su familia, la Braun Family Foundation. Muchos de los artistas a los que Braun representa también se involucran en diversas iniciativas humanitarias. Su mayor compromiso es con la organización Pencils of Promise, fundada por su hermano menor, Adam Braun, quien se inspiró al preguntar a un niño en la India qué deseaba; a lo que el niño respondió: «un lápiz». Esta experiencia llevó a Adam Braun a fundar Pencils of Promise para construir escuelas en países en vías de desarrollo. Braun y Bieber han trabajado en apoyo de la organización. La entidad benéfica ha ayudado a construir más de 200 escuelas en Asia, África y América Latina. Billboard informó que, a fecha de 2017, Scooter Braun, junto con sus clientes y empresas, han otorgado más deseos para la Fundación Make-A-Wish que cualquier otra organización en la historia de la fundación. Scooter Braun fue galardonado con el Premio Humanitario en los Billboard Touring Awards de 2016 por su apoyo filantrópico a Pencils of Promise, la Fundación Make-A-Wish y F*ck Cancer.
En 2017, la revista Billboard llamó a Scooter Braun el «primer interventor» de la industria de la música cuando organizó y produjo el concierto benéfico One Love Manchester y el teletón Hand in Hand: A Benefit for Hurricane Relief, ambos en el plazo de unos meses. En marzo de 2018, George Clooney, Braun y su equipo organizaron la Marcha por nuestras vidas, una manifestación liderada por estudiantes en apoyo de una legislación más estricta de control de armas que tuvo lugar en Washington D. C. La revista Vox informó que la marcha fue la más grande en la historia del Capitolio desde la Guerra de Vietnam.

## Vida personal
En 2013, Braun comenzó a salir con la activista en cuestiones de salud, filántropa y fundadora de F*ck Cancer, la canadiense Yael Cohen. La pareja se casó el 6 de julio de 2014 en Whistler, Columbia Británica. El 6 de febrero de 2015 tuvieron a su primer hijo, Jagger Joseph Braun, en Los Ángeles. Su segundo hijo, Levi Magnus Braun, nació el 29 de noviembre de 2016. El 1 de diciembre de 2018, Cohen y Braun tuvieron a su tercer hijo, una niña, Hart Violet.
CNBC informó que Braun ha realizado varias inversiones en empresas emergentes, entre ellas Uber, Lyft, Spotify, DropBox, Grab y Casper.